# Vasıf Çınar
Vasıf Çınar (Hüseyin Vasıf Çınar magyaros írásmódú neve: Vaszif bég, vagy Vaszif Cimár; Izmir, 1895., más forrás szerint Iráklio, 1896. – Moszkva, 1935. június 2.) török jogász, politikus, diplomata – Atatürk politikájának követője, volt török oktatási miniszter és rövid ideig budapesti követ is. Bár hazájában a nagy emberek közt tartják számon, életútja ellentmondásokkal terhes: ő volt az, aki a török közoktatás reformjainak drasztikus és gyors levezénylésével egy modern, európai oktatási rendszert alakított ki hazájában, ugyanakkor ügyészként a Kemal Atatürk számos politikai ellenfelére kért halálbüntetést.

## Élete
Izmirben (vagy Iráklióban) politikuscsaládban született, apja, Abdullah Hulusi kormányzó, testvére Mehmet Esat Çınar politikus volt. 1910-ben végzett az izmiri középiskolában, majd az Isztambuli Egyetemen jogi diplomát szerzett. 1915-ben tanítani kezdett: barátjával – a későbbi igazságügyi, majd oktatási miniszter Mustafa Necati Uğurallal – iskolát alapítottak Izmirben. 1919-ben a sèvres-i békeszerződés alapján görög csapatok megszállták Nyugat-Törökországot – így Izmirt is –, kitört a török függetlenségi háború. Vasıf az İzmir’e Doğru (Izmir felé) címmel lapot alapított, melyben tüzes hangú cikkeket írt a háború támogatására, és minden szervezőkészségét az ellenállás organizálására fordította. Számos újságba írt, egyébként kiváló szónoki képességei írásaiban is érvényesültek. Izmir felszabadítását követően a város oktatásáért felelős kormánymegbízottként dolgozott.
1923-ban bekerült a képviselőházba, s addigra Mustafa Kemal Atatürk feltétlen támogatójává vált (állítólag a Çınar nevet – ami szikomorfát jelent – Atatürktől kapta testfelépítésére utalva). Képviselőházi felszólalásai is rendre a a modern Törökország megteremtésével kapcsolatosak voltak, több beszédében érvelt a modern oktatási rendszer kiépítése mellett. Év végén az isztambuli Függetlenségi Bíróság (İstanbul İstiklal Mahkemesi) főügyészévé nevezték ki, alig három hónap múlva azonban visszatért Ankarába. A Függetlenségi Bíróságok 1920 és 1923 között működtek, számos ítéletet hoztak a köztársasággal szembenállók elmarasztalására. A bíróságok kivételesen nagy hatalommal bírtak, katonák, újságírók, vallási vezetők, valamint a köztársaságpártiak belső ellenzéke elleni pereket folytattak le. Az országban több mint 40 ezer per zajlott ezeket a bíróságon, közel tíz százalékuk halálos ítélettel zárult, melyek közül több mint ezret végre is hajtottak. A bíróságok akkori pereit a mai napig történészek vizsgálják, számos perirat csak a közelmúltban került nyilvánosságra. A perek során Vasıf vádlóként  kiváló retorikai képességét bevetve több esetben is halálos ítéletet kért a vádlottakra.
1924-ben nevezték ki első ízben Törökország oktatási miniszterévé, hozzá kötődik a tanügy teljes megreformálása és átalakítása, világi és korszerű rendszer kialakítása. A medreszéket bezárták, az iskolákat szekularizálták, a pedagógusképző iskolák számát növelték, külföldi szakértőket hívtak, hogy segítsenek a nyugati rendszerű oktatási szisztéma kialakításában. Új tankönyveket adtak ki, az iszlám tanokat száműzték a tantárgyakból, de – szerény mértékben – meghagyták az iszlám hitoktatást is. A kötelező arab és a perzsa nyelvórákat kivezették a tantárgyak közül. Kevesebb mint egy év alatt Vasıf vezetésével és szervezőkészségével az elmaradott iszlám jellegű oktatásból modern világi iskolarendszert építettek ki az országban.
1925-ben kezdődött diplomáciai karrierje: 1925 és 1927 között hazája első prágai nagykövete volt. 1927 utolsó napjaiban helyezték át a Törökország budapesti követsége élére, 1928 végéig volt budapesti követ. Ezt követően, 1928 novemberében lett követ Moszkvában, ám csak három hónapig maradt, mert barátja, Mustafa Necati hirtelen halála miatt megürült az oktatási miniszteri pozíció, melynek betöltésére ismét őt kérték fel, igaz, csak februártól áprilisig maradt miniszter, de 1932-ig tovább dolgozott a minisztériumban. 1932-től 1934-ig Törökország római követe volt, majd 1934-ben nevezték ki – másodízben – követnek Moszkvába.
Halálát Jungerth-Arnóthy Mihály magyar nagykövet visszaemlékezése szerint egy bélcsavarodás miatt szükségessé vált, valójában nem is jelentős műtét okozta: a legjobb moszkvai sebészek által elvégzett, egyébként sikeres beavatkozást követően hunyt el. Holttestét hazaszállították és Ankarában temették el.